# NGC 4200
NGC 4200 ist eine Linsenförmige Galaxie vom Hubble-Typ S0 im Sternbild Jungfrau nördlich der Ekliptik. Sie ist schätzungsweise 102 Millionen Lichtjahre von der Milchstraße entfernt und hat einen Durchmesser von etwa 40.000 Lichtjahren. Vom Sonnensystem aus entfernt sich die Galaxie mit einer errechneten Radialgeschwindigkeit von näherungsweise 2.300 Kilometern pro Sekunde.
Unter der Katalognummer VVC 122 wird sie als Mitglied des Virgo-Galaxienhaufens gelistet und ist Mitglied der 44 Objekte umfassenden Lyons Groups of Galaxies LGG 285. Im selben Himmelsareal befinden sich unter anderem die Galaxien IC 3063, PGC 39104, PGC 1404390, PGC 1407463.
Das Objekt wurde am 17. April 1784 von William Herschel entdeckt.